# Opstand van de mudejars (1264–1266)
De Mudejar-opstand van 1264–1266 (soms ook wel gespeld als Mudéjar) was een opstand door moslimbewoners in de door Castilië veroverde regio's Andalusië en Murcia. Mudejar is de naam voor de moslimbevolking in de Iberische christelijke koninkrijken op dat moment. De opstand vond plaats vanwege het Castiliaanse beleid om de beweging van de moslimbevolking in de regio te forceren, en ook vanwege de aanmoediging van de sultan van Granada, Mohammed I, die het Castiliaanse bewind wilde verzwakken. Castilië (onder leiding van koning Alfons X van Castilië) zelf bondgenoot van de Kroon van Aragón onder leiding van zijn schoonfamilie Jacobus I van Aragón.
Aanvankelijk slaagden de rebellen erin verschillende grote steden zoals Murcia, Jerez de la Frontera en vele andere steden en forten te bezetten. Maar uiteindelijk werden de rebellen en de strijdkrachten van Granada verslagen door de Castiliaanse en Aragónese strijdkrachten. Nadat de door de rebellen veroverde steden waren overgenomen door het christelijke leger, werd de moslimbevolking in het gebied verdreven door Castilië en werd het land verdeeld voor christelijke inwoners die uit andere gebieden waren binnengebracht. Granada, dat de opstand ondersteunde, werd een vazal van Castilië en bracht hulde volgens het vredesakkoord in Alcalá la Real.